# Secretaría de Estado de Sanidad
La Secretaría de Estado de Sanidad (SES) de España es el órgano superior del Ministerio de Sanidad al que corresponde desempeñar las funciones concernientes a salud pública, coordinación interterritorial, alta inspección, planificación sanitaria, impulso de las estrategias de salud, elaboración y actualización de la cartera común de servicios del Sistema Nacional de Salud, ordenación de las profesiones sanitarias y desarrollo y ejecución de la política farmacéutica, así como las funciones relativas a la financiación pública y fijación del precio de medicamentos y productos sanitarios y el desarrollo de la política del Ministerio en materia de coordinación de la política de trasplantes.
También le corresponde abordar los proyectos de innovación, mejora y transformación del Sistema Nacional de Salud, en particular los relacionados con la salud digital y los sistemas de información, así como realizar las actividades tendentes a la traslación de la innovación y avances de la investigación al Sistema Nacional de Salud, sin perjuicio de las competencias atribuidas a otros departamentos ministeriales y a las comunidades autónomas.
Por su parte, en el ámbito de la sanidad exterior, le corresponde organizar y garantizar la prestación y calidad de los controles sanitarios de bienes a su importación o exportación en las instalaciones de las fronteras españolas y en los medios de transporte internacionales, así como de los transportados por los viajeros en el tránsito internacional, organizar y garantizar la prestación de la atención sanitaria del tránsito internacional de viajeros, de la prevención de las enfermedades y lesiones del viajero y de los servicios de vacunación internacional, en colaboración a estos efectos con las comunidades autónomas para que la vacunación sea más accesible a la ciudadanía que deba cumplir con este requisito, así como articular la vigilancia de sanidad exterior.
Además, le corresponde el impulso, evaluación y coordinación del desarrollo y ejecución del Marco Estratégico para la Atención Primaria y Comunitaria. Asimismo, le corresponde la determinación de los criterios que permitan establecer la posición española ante la Unión Europea y en otros foros internacionales en las materias propias de su competencia.
Igualmente, le corresponden las actuaciones pertinentes en los ámbitos de la seguridad de los alimentos destinados al consumo humano, incluyendo la nutrición y los aspectos de calidad con incidencia en la salud y la seguridad de la cadena alimentaria, todo ello sin perjuicio de las competencias atribuidas al Ministerio de Derechos Sociales, Consumo y Agenda 2030 y al Ministerio de Agricultura, Pesca y Alimentación. También le corresponde el desarrollo y cumplimiento de las competencias del Departamento en materia de actualización, coordinación y ejecución del Plan Nacional sobre Drogas, particularmente en los ámbitos de las drogodependencias y otras adicciones.

## Historia
La Secretaría de Estado de Sanidad (o para la Sanidad) se crea por primera vez en abril de 1979, asumiendo las funciones que tenía la Secretaría de Estado de la Seguridad Social en relación con las políticas sanitarias. Para esto, se estructuraba a través de las direcciones generales de Asistencia Sanitaria (desde 1980 de Planificación Sanitaria), de Farmacia y Medicamentos y de Salud Pública. También poseía un Gabinete técnico y una subdirección general de coordinación, además de la Inspección de Sanidad. Como organismos tenía el Instituto Nacional de la Salud, la Administración Institucional de la Sanidad Nacional, la Escuela Nacional de Sanidad y la Escuela de Gerencia Hospitalaria. Se suprimió en diciembre de 1981, siendo reemplazada por la Subsecretaría para la Sanidad (antecesora de la Secretaría General de Sanidad). En abril de 2009 hubo un amago por parte del presidente del Gobierno José Luis Rodríguez Zapatero de recuperar el órgano pero días más tarde se revirtió.
En agosto de 2020, durante la presidencia de Pedro Sánchez y con Salvador Illa como ministro, tras casi cuarenta años sin tener un órgano superior en el Ministerio de Sanidad destinado a las políticas sanitarias, se recuperó la Secretaría de Estado a raíz de la pandemia de COVID-19 que afectaba a todo el planeta. La Secretaría de Estado asumió todas las funciones que tenía la entonces Secretaría General de Sanidad salvo las relativas a proyectos, calidad, innovación e información sanitaria del SNS que pasaron a la nueva Secretaría General de Salud Digital, Información e Innovación del Sistema Nacional de Salud. Estas competencias las adquirió en octubre de 2021, cuando la mencionada Secretaría General de Sanidad fue adscrita a la Secretaría de Estado.

## Estructura
De la Secretaría de Estado de Sanidad dependen:
- La Secretaría General de Salud Digital, Información e Innovación del Sistema Nacional de Salud.
  - La Dirección General de Salud Digital y Sistemas de Información para el Sistema Nacional de Salud.
- La Dirección General de Salud Pública y Equidad en Salud.
- La Dirección General de Cartera Común de Servicios del Sistema Nacional de Salud y Farmacia.
- La Dirección General de Ordenación Profesional.
- La Delegación del Gobierno para el Plan Nacional sobre Drogas, con rango de Dirección General.

Además, posee un Gabinete para la asistencia al titular de la Secretaría de Estado.

### Organismos adscritos
Se adscriben a la Secretaría de Estado:
- La Agencia Española de Medicamentos y Productos Sanitarios (AEMPS).
- El Instituto Nacional de Gestión Sanitaria (INGESA).
- La Organización Nacional de Trasplantes (ONT).
- El Instituto de Salud Carlos III (INSCIII, solo para los asuntos sanitarios).

## Presupuesto
La Secretaría de Estado de Sanidad tiene un presupuesto asignado de 1 289 861 880 € para el año 2023. De acuerdo con los Presupuestos Generales del Estado de 2023, la SEMA participa en diez programas:
| Nº Programa                                             | Programa | Dotación        | Ref.   |
| ------------------------------------------------------- | --- | --------------- | ------ |
| 231A                                                    | Plan Nacional sobre Drogas a través de la Delegación del Gobierno para el Plan Nacional sobre Drogas                                                                      | 15 717 040 €    | [ 11 ] |
| 311O                                                    | Políticas de Salud y Ordenación Profesional | 1 259 890 €     | [ 12 ] |
| 311O                                                    | a través de la Dirección General de Ordenación Profesional | 6 545 830 €     | [ 12 ] |
| 313A                                                    | Prestaciones sanitarias y farmacia a través de la Dirección General de Cartera Común de Servicios del SNS y Farmacia                                                      | 147 769 300 €   | [ 13 ] |
| 313A                                                    | a través de la Agencia Española de Medicamentos y Productos Sanitarios | 60 495 890 €    | [ 13 ] |
| 313B                                                    | Salud pública, sanidad exterior y calidad a través de la Dirección General de Salud Pública                                                                               | 717 513 710 €   | [ 14 ] |
| 313D                                                    | Donación y trasplante de órganos, tejidos y células a través de la Organización Nacional de Trasplantes                                                                   | 6 706 760 €     | [ 15 ] |
| 31RB                                                    | Acciones para reforzar la prevención y promoción de la Salud a través de la Agencia Española de Medicamentos y Productos Sanitarios                                       | 2 345 400 €     | [ 16 ] |
| 31RC                                                    | Aumento de capacidades de respuesta ante crisis sanitarias a través de la Agencia Española de Medicamentos y Productos Sanitarios                                         | 400 000 €       | [ 17 ] |
| 31RE                                                    | Plan para la racionalización del consumo de productos farmacéuticos y fomento de la sostenibilidad a través de la Agencia Española de Medicamentos y Productos Sanitarios | 500 000 €       | [ 18 ] |
| 000X                                                    | Transferencias internas | 2 875 000 €     | [ 19 ] |
| 000X                                                    | a través de la Dirección General de Cartera Común de Servicios del SNS y Farmacia                                                                                         | 305 969 800 €   | [ 19 ] |
| 000X                                                    | a través de la Agencia Española de Medicamentos y Productos Sanitarios | 21 763 260 €    | [ 19 ] |
| Total presupuesto de la Secretaría de Estado de Sanidad | Total presupuesto de la Secretaría de Estado de Sanidad | 1 289 861 880 € |        |

## Secretarios de Estado
El secretario de Estado de Sanidad es el segundo cargo más alto del Ministerio de Sanidad, y le corresponde la presidencia de la Comisión Nacional de Reproducción Humana Asistida, así como de la Agencia Española de Medicamentos y Productos Sanitarios, del Instituto Nacional de Gestión Sanitaria y de la Organización Nacional de Trasplantes.
Los secretarios de Estado han sido:
| Nombre                      | Nombre                           | Mandato                  | Mandato                  | Duración          | Partido                           | Ministro(s)         | Ministro(s)          |
| --------------------------- | -------------------------------- | ------------------------ | ------------------------ | ----------------- | --------------------------------- | ------------------- | -------------------- |
|                             | José María Segovia de Arana      | 30 de abril de 1979      | 2 de julio de 1980       | 1 año y 63 días   | Unión de Centro Democrático       |                     | Juan Rovira Tarazona |
|                             | José Luis Perona Larraz          | 2 de julio de 1980       | 29 de septiembre de 1980 | 89 días           | Unión de Centro Democrático       |                     | Juan Rovira Tarazona |
|                             | Manuel Varela Uña                | 29 de septiembre de 1980 | 7 de marzo de 1981       | 159 días          | Unión de Centro Democrático       |                     | Alberto Oliart       |
|                             | Luis Sánchez-Harguindey Pimentel | 7 de marzo de 1981       | 19 de diciembre de 1981  | 287 días          | Unión de Centro Democrático       |                     | Jesús Sancho Rof     |
| Suprimido entre 1981 y 2020 |                                  |                          |                          |                   |                                   |                     |                      |
|                             | Silvia Calzón Fernández          | 6 de agosto de 2020      | 29 de noviembre de 2023  | 3 años y 115 días | Partido Socialista Obrero Español |                     | Salvador Illa        |
|                             | Silvia Calzón Fernández          | 6 de agosto de 2020      | 29 de noviembre de 2023  | 3 años y 115 días | Partido Socialista Obrero Español | Carolina Darias     |                      |
|                             | Silvia Calzón Fernández          | 6 de agosto de 2020      | 29 de noviembre de 2023  | 3 años y 115 días | Partido Socialista Obrero Español | José Manuel Miñones |                      |
|                             | Javier Padilla Bernáldez         | 29 de noviembre de 2023  | En el cargo              | 1 año y 109 días  | Más Madrid                        |                     | Mónica García Gómez  |